# Développement croisé
 (mars 2023).
Si vous disposez d'ouvrages ou d'articles de référence ou si vous connaissez des sites web de qualité traitant du thème abordé ici, merci de compléter l'article en donnant les références utiles à sa vérifiabilité et en les liant à la section « Notes et références ».

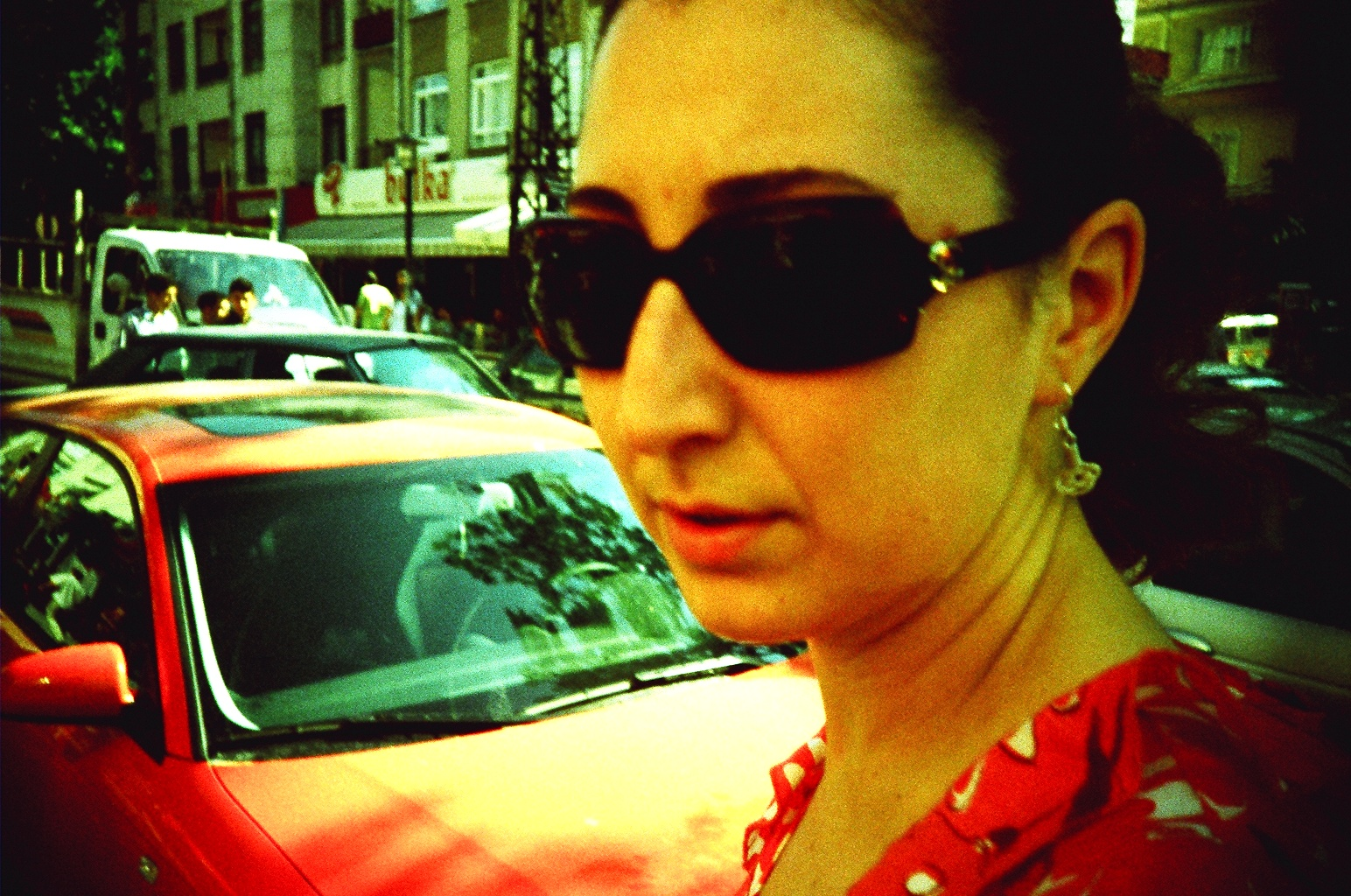
Pellicule positive Elite Chrome 400 développée dans une solution C-41.

Le développement croisé est un processus visant à développer volontairement une pellicule photographique dans la mauvaise solution chimique.
Chaque type de pellicule est associé à une solution de développement qui lui est propre. Celle-ci permet la reproduction exacte des couleurs captées lors de la prise de vue.
Il existe deux types de pellicule :
- la pellicule négative (appelée négatif), qui se développe normalement dans une solution C-41. Ce type de pellicule est le plus courant ; avant son transfert sur papier photographique, les couleurs présentées sur la pellicule sont inversées. Ce type de pellicule est utilisé dans la plupart des boîtiers 35 mm et est nécessaire pour l'exposition de papier photographique ou autre surface sensible ;
- la pellicule positive (appelée diapositive) qui se développe normalement dans une solution E-6. Ce type de pellicule est moins courant ; avant son transfert sur papier photographique, les couleurs présentées sur la pellicule correspondent à celles captées lors de la prise de vue. Ce type de pellicule, qui peut au besoin s'utiliser dans certains appareils, est nécessaire pour la projection ou la numérisation.

Le procédé le plus fréquent est celui visant à développer une pellicule positive dans une solution C-41. Le contraire est également possible, développer une pellicule négative dans une solution E-6, mais il faudra alors prévoir une surexposition à la prise de vue afin d'obtenir une exposition adéquate.
Le développement d'une pellicule positive dans une solution C-41 produit un contraste plus élevé, un chavirement des couleurs, une saturation plus élevée et un grain plus fort. Ce procédé est utilisé de manière artistique.